# Schwäbische Alb
Schwäbische Alb er et plateau i Baden-Württemberg i Tyskland som strækker sig 220 km fra sydvest til nordøst og er 40 til 70 km bredt. Bjergkæden er kaldt op efter regionen Schwaben.
Schwäbische Alb grænser til Donau i syd og de øvre dele af Neckar i nord. I sydvest stiger de op mod de højere bjerge i Schwarzwald. Det højeste bjerg i Schwäbische Alb er Lemberg på 1.015 meter over havet. Det høje plateau hælder svagt mod øst. Vestkanten er en brat klippe (kaldet Albtrauf eller Albanstieg), som er 400 meter høj og er dækket af skov.
Schwäbische Alb er et yndet rekreationsområde for beboerne i industricentrene i området. 
Et område på 845,25 km² blev i 2008 udpeget til biosfærereservat  under UNESCOs Menneske og biosfære-programmet.

## Geologi
Schwäbische Alb består stort set af kalksten, som dannedes på havbunden i juratiden. For 50 millioner år siden trak havet sig tilbage. Da kalksten er vandopløselig, forsvinder regnvand ned i sprækker og danner underjordiske floder, som løber gennem store grottesystemer, før de kommer ud i det fri. Der er derfor næsten ingen floder, søer eller andre former for overfladevand i Schwäbische Alb.
Regn og andre vejrsituationer opløser langsomt, men sikkert hele bjergkæden. Hver år bliver den cirka 5 cm kortere. For nogle millioner år siden strakte kæden sig helt til Stuttgart. Enkelte steder var kalkstenen mere robust, og der udviklede sig derfor små bjerge i bjergkæden. Flere steder findes grotter, og mange af disse er populære turiststeder. Den har flere typer grotter, fra tørre drypstenshuler til grotter, man kan komme ind i med båd. På grund af den porøse kalksten forsvinder Donau næsten helt nær Immendingen (i 1911, 1921, 1928 og 1943 forsvandt den helt), og dukker op et par kilometer længere nede. Det meste af vandet, som forsvinder fra Donau, dukker op igen nær Aachtopf, som er en kilde til en en af Rhinens bifloder.

## Byer
Schwäbische Alb er ikke særlig tæt befolket (sammenlignet med andre områder af Tyskland). Flere storbyer ligger nær området og regner sig nogle gange som en del af det. 
- Reutlingen ("porten" til Schwabisk Alb)
- Sigmaringen
- Albstadt
- Münsingen
- Tübingen
- Göppingen
- Ulm
- Rottweil (den ældste by i Baden-Württemberg)
- Balingen